# ツール・ド・ピカルディ
ツール・ド・ピカルディ（Tour de Picardie）は例年5月中旬、フランス、ピカルディ地域圏で開催される、自転車競技、ロードレースにおけるステージレースの名称。UCIヨーロッパツアー2.1カテゴリ。レース主催者はアモリ・スポル・オルガニザシオン（ASO）。
過去に下記の通り名称を変遷している。
- ツール・ド・ロワーズ（Tour de l'Oise） - 1936年〜1999年
- ツール・ド・ピカルディ・エ・ド・ロワーズ（Tour de Picardie et de l’Oise） - 2000年
- ツール・ド・ピカルディ - 2001年より2016年

2016年の第70回大会を最後に中断されている。